# Jan Uhlíř
Jan Uhlíř (Ivanovice na Hané, 6 mei 1894 – 1970) was een Tsjechisch componist, muziekpedagoog en dirigent.

## Levensloop
Uhlíř speelde op 12-jarige leeftijd in hetzelfde orkest in Ivanovice, waar ook zijn vader speelde, op viool mee. Verder speelde hij onder andere met Jan Šoupal en hun broer in een kwartet mee. Hij werd in 1911 opgenomen in de kapel van het oud-Oostenrijks Infanterie-Regiment no. 81. In de Eerste Wereldoorlog kwam hij met zijn Regiment in Russische krijgsgevangenschap in Omsk in Siberië. Hij werd als Tsjechische legionair ingedeeld in een symfonisch orkest, maar kon op onvoorstelbare manier vluchten. Zijn route legde hij zelf vast en ging over Vladivostok, dwars door Canada en aansluitend door half Europa naar Tsjechië. Vanzelfsprekend ging deze reis niet in een dag, maar over meerdere jaren. 
Naar het einde van de Eerste Wereldoorlog werd hij Tsjechische militaire kapelmeester in Most, Poděbrady in de buurt van Nymburk, in Litoměřice (Duits: Leitmeritz) en in Praag. Hij deed een studie aan het Praags Conservatorium in HaFa-directie en heeft in 1935 afgestudeerd. Hij werd leider van de militaire muziekschool te Praag. Als militaire muziek-inspecteur was hij de persoon die een groot deel van de kostbare muziekinstrumenten naar de occupatie van Tsjechië door de Duitsers in 1939 wilde bewaren. Tijdens de Tweede Wereldoorlog doceerde hij aan het Praagse conservatorium. Naar de oorlog heeft hij het opnieuw de militaire muziekschool opgebouwd en een breed muziekleven georganiseerd. Hij liet zich als militaire kapelmeester reactieveeren. Maar in 1950 ging hij met pensioen. 
Als componist schreef hij mars- en dans-composities en ook bewerkingen van klassieke werken voor harmonieorkest.

## Composities

### Werken voor orkest
- Mužům práce

### Werken voor harmonieorkest
- Salut voor de winners, mars
- Radost (Vreugde)
- Rival, mars
- Razně Vpřed (Schneidig vor)

- International Standard Name Identifier: 0000 0000 5815 2665
- Nationale Bibliotheek van Tsjechië: xx0022906
- Virtual International Authority File: 85444955